# PubMed Central
A PubMed Central (PMC) biológiai és élettudományi folyóiratokban kiadott nyílt hozzáférésű teljes szöveges cikkeket archiváló digitális repozitórium. A Biotechnológiai Információk Nemzeti Központja üzemelteti, és nemcsak dokumentumtárként működik. A PMC-be küldött tanulmányokat indexelik és formázzák metaadatok javításával, orvosi ontológiával és egyedi azonosítókkal, melyek a cikkek rendezett XML-adatait bővítik. A PMC-ben lévő tartalom más NCBI-adatbázisokban is hivatkozható és elérhető Entrez-kereső- és -gyűjtőrendszerekkel, növelve a felfedezés, az olvasás és az orvostudományi ismeretekre való építkezés lehetőségét.
A PubMed Central nem azonos a PubMeddel. A PubMed Central szabad digitális teljescikk-archívum, mely bárkinek elérhető böngészővel (eltérő újrafelhasználási feltételekkel). Ezzel szemben bár a PubMed orvostudományi idézetek és ismertetők kereshető adatbázisa, a teljes szöveg máshol van (nyomtatásban vagy online, lehet ingyenes vagy fizetéssel elérhető).
2018 decemberében a PMC archívum több mint 5,2 millió cikket tartalmazott, ezek lehettek kiadók által ide feltöltött cikkek vagy szerzői kéziratok a NIH nyilvános elérési irányelv értelmében. Korábbi adatok szerint 2013-ban a szerzők több mint 103 000 írást közöltek. A PMC mintegy 4000 folyóirattal működik együtt bizonyos mértékben a közzétett tartalom repozitóriumba való hozzáadásával. Egyes kiadók késleltetik cikkeik kiadását a PubMed Centralon a kiadás után egy meghatározott ideig („embargó”), mely néhány hónaptól néhány évig terjedhet folyóirattól függően (ezek általában 6–12 hónaposak). A PubMed Central „a harmadik fél általi szisztematikus külső elosztás” fontos példája, melyet sok kiadó közreműködői szerződése tilt.

## Történet
A PubMed Central eredeti neve E-biomed volt, melyet 1999 májusában javasolt Harold Varmus, a NIH igazgatója. Az ötlet „hirtelen” jött 1998 decemberében, melyet az arXiv preprinttárolásra való használata inspirált a Stanford Egyetemen dolgozó Pat Brown és az NCBI igazgatója, David Lipman által:
De nézeteim egy 1998. decemberi reggelen hirtelen kiszélesedtek, mikor Pat Brownnal kávéztam a korábbi Tassajara pékség kávézójában a Cole és a Parnassus sarkán egy San Franciscó-i látogatás során. […] Néhány héttel a kávé előtt Pat megismerte a Paul Ginsparg és társai által Los Alamosban használt módszereket a fizikusok és matematikusok munkásságának egymással való megosztására. „Preprinteket” közöltek egy nyilvánosan elérhető weboldalon, melynek neve LanX vagy arXiv, és melyeket olvashattak és véleményezhettek. […]

Minél többet gondoltam erre, annál inkább úgy éreztem, hogy az orvostudományi kutatási eredmények közzétételének, tárolásának és felhasználásának teljes átstrukturálása szükséges és előnyös lehet. Lelkesedésem és politikai ártatlanságom jegyében hosszú kiáltványt írtam, javasolva egy NIH által támogatott online rendszer, az E-biomed létrehozását.
Az E-biomed célja az orvostudományi kutatások szabad hozzáférhetőségének biztosítása. Az ide küldött tanulmányok kétféleképp jelenhetnek meg: vagy azonnal preprintként közölhetik, vagy átmehet egy hagyományos referáláson. A referálási folyamat az akkori másodlagos folyóiratokhoz hasonlóan történik, ahol egy külső szerkesztőbizottság irányítja az értékelést, az ellenőrzést és az egyébként a központi E-biomed-szerveren elérhető tanulmányok listázását. Varmus az új lehetőségeket digitális kiadással kívánta elérni, folytonos beszélgetéssel a közölt munkáról, a verzióval ellátott dokumentumokról és a több részletszintet lehetővé tevő „réteges” formátumokról.
Az orvostudományi kutatások központi indexe a korábbi kiadási normáktól jelentősen eltért. Az internet előtt a publikációs indexek nagyrészt az ISBN hez hasonlóan működtek: regisztrációs szervezetek rendelték másodlagos kiadókhoz. Az az ötlet, hogy bárki saját címteret kaphat doménnévvel és saját indexelő rendszert hozhat létre, új volt. Nagy kereskedelmi kiadók kísérleteztek a kiadók közt megosztott tudományos tanulmányokkal már 1993-ban is, és az E-biomed tervezete után cselekedtek. Az STM 1999. októberi éves frankfurti konferenciáján egyes kiadók, például a Springer-Verlag gyorsan megegyeztek egy másik prototípus elindításában:
Az STM szövetség hétfőn, október 11-én délután, a kiállítás szerdai megnyitója előtt tartott bizottsági ülésén a megbeszélés legfontosabb témája az Amerikai Egyesült Államok Nemzeti Egészségügyi Könyvtárának E-Biomed (később PubMed Central) nevű kezdeményezése volt, melyet a Nemzeti Egészségügyi Intézet vezetője, Harold Varmus javasolt 1999 tavaszán. Varmus ingyen hozzáférhető és hivatkozásokkal kiegészített digitális folyóirat-archívumot képzelt el. „Megegyeztünk, hogy a kiadóknak kell hivatkozniuk”, mondta Bob Campbell, az ülés vezetője. „Mivel korábban indultunk, az NLM előtt kellene tudnunk hivatkozni a cikkeinkre azok létrehozásának folyamatában. Stefan von Holtzbrinck ezután felajánlotta, hogy a Nature-publikációk bárki máséval összekapcsolhatók. Közlemény kiadásáról döntöttünk egy széles körű STM-hivatkozási kezdeményezésről. Ez csupán stratégiai lépés volt, mivel se tervünk, se prototípusunk nem volt.”

Egy, a Springer-Verlagban dolgozó Arnoud de Kemp által vezetett kis csoport egy szomszédos szobában találkozott az ülés után a közlemény vázlatához, melyet az STM éves ülésének minden résztvevője megkapott a következő nap, majd egy STM-tagsági publikációban jelent meg. […] A később CrossRefként ismert szolgáltatás lehetséges előnye azonnal jelentkezett. Több szervezet, például az AIP és az IOP (Institute of Physics) egymás publikációira kezdtek hivatkozni, és az ilyen egyedi elrendeződések megismétlésének lehetetlensége az iparban egyértelmű volt. Ahogy Tim Ingoldsby később mondta: „Ezek a hivatkozási szerződések megölnek minket.”
A nyereségvesztéstől félő kereskedelmi kiadók és tudományos társaságok lobbitevékenységének nyomása alatt a NIH új PubMed Central-javaslatot dolgozott ki 1999 augusztusában. Ez az E-biomeddel szemben a kiadóktól, nem a szerzőktől kapta a beküldéseket. A publikációknak legfeljebb 1 éves időembargós fizetési falakat engedett meg. A PMC csak lektorált munkát fogadott be, preprinteket nem. A kiadók vezette, ekkor még névtelen hivatkozási rendszer kevéssel később a CrossRef és a nagyobb DOI rendszer lett. Varmus, Brown és mások, például Michael Eisen 2001-ben létrehozták a Public Library of Science-t (PLoS), mivel „ha meg akarják változtatni a tudományos eredmények kiadását, nekik kell kiadniuk”.

## Megjelenés
A 2000 februárjában indult repozitórium gyorsan növekedett, mivel a NIH nyilvános elérési irányelv minden, Nemzeti Egészségügyi Intézet által támogatott kutatást bárki számára szabadon hozzáférhetővé tesz, továbbá sok kiadó együttműködik a NIH-tel a munkák nyilvános elérése felé. 2007 végén a Consolidated Appropriations Act of 2008 (H.R. 2764) törvénnyé vált, és a NIH irányelv-módosítását és a NIH által támogatott lektorált kutatás és eredmények PMC-be kerülését tette szükségessé. Ezek a kiadástól számított 12 hónapon belül feltöltendők. Ez az első alkalom volt, hogy az amerikai kormány nyílt hozzáférést tett kötelezővé, és a 2005-ös irányelvhez képest előrelépés volt, ahol a NIH a kutatókat eredményeik önkéntes hozzáadására kérte.
A UK PubMed Central (UKPMC) a Wellcome Trust és a Brit Királyi Könyvtár által indult egyesült királyságbeli kutatástámogatók 9 tagú csoportjaként 2007 januárjában. 2012. november 1-én Europe PubMed Central lett a neve. A PubMed Central nemzetközi hálózatának kanadai tagja, a PubMed Central Canada 2009 októberében indult.
A Nemzeti Orvostudományi Könyvtár „NLM Journal Publishing Tag Set” cikkjelölőnyelve szabadon elérhető. Az Association of Learned and Professional Society Publishers szerint „valószínűleg szabvánnyá válik a tudományos tartalom előkészítéséhez könyvek és folyóiratok esetén is”. Hasonló DTD érhető el könyvekhez is. A Kongresszusi Könyvtár és a Brit Királyi Könyvtár is támogatják az NLM DTD-t. It has also been popular with journal service providers.
A nyilvános elérhetőségi tervek további kiadásával a PMC több cikk repozitóriumává válik. Ilyenek például a NASA tartalmai, ennek neve PubSpace.

## Technology
A cikkeket a PubMed Centralban XML vagy SGML nyelven küldik különböző DTD-kkel. Régebbi és nagyobb kiadók saját DTD-kkel rendelkezhetnek, de sok kiadó az NLM Journal Publishing DTD-t használja.
A cikkeket XSLT-vel alakítja át a nagyon hasonló NLM Archiving and Interchange DTD-re. Ez bejelentett hibákat mutathat meg a kiadónak javításra. A grafikákat is szabványos formátumokra és méretekre alakítja. Az eredeti és átalakított változatok archiválódnak. Az átalakított változat kapcsolatos adatbázisba kerül a megfelelő grafikai, multimédiás vagy egyéb adatokat tartalmazó fájlokkal együtt. Sok kiadó ingyen elérhető PDF-változatot is közöl cikkeiből.
A bibliográfiai hivatkozásokat elemzi és automatikusan kapcsolja a PubMeden lévő megfelelő ismertetőhöz, a PubMed Centralon lévő megfelelő cikkhez és a kiadó oldalán lévő megfelelő erőforráshoz. PubMed-linkek is mutatnak a PubMed Centralra. A feloldhatatlan, például az ilyen forrásoknál nem elérhető folyóiratokra vagy cikkekre való hivatkozásokat az adatbázis követi, és a források elérhetővé válásakor automatikusan aktívvá válnak.
Belső indexelő rendszer biztosítja a keresési lehetőséget, ez felismeri a biológiai és gyógyszerészeti terminológiát, például a generikumok és eredeti gyógyszerek nevét vagy az élőlények, betegségek és anatómiai részek neveit.
Ha a felhasználó hozzáfér egy folyóiratszámhoz, a cikkek, levelek, szerkesztői írások stb. alapján automatikusan létrejön annak tartalomjegyzéke. Egy tényleges elem, például cikk elérésekor a PubMed Central az NLM-jelölőnyelvet HTML-lé alakítja, és hasonló adatobjektumok hozzáférhetőségét biztosítja. Ezt a bejövő adatok szabványos DTD-kre és grafikus formátumokra való átalakítása teszi lehetővé.
Külön beküldési folyamban a NIH által támogatott szerzők a PubMed Centralba a NIH kéziratküldés (NIHMS) használatával küldhetnek cikket. Az így küldött cikkek jellemzően XML jelölőnyelv után alakulnak NLM DTD-vé.

## Fogadtatás
A PubMed Centralra adott reakciók a tudományos kiadóközösségben egyesek lelkesedésétől mások elővigyázatosságáig terjed.
Bár a PMC a nyílt hozzáférést biztosító kiadóknak az orvosi tudás terjesztésének és felfedezésének könnyítésére való képessége miatt hasznos, mások épp emiatt aggódtak a forgalom elterelődése, a kevesebb olvasó és a kutatóközönség fenntartására gyakorolt hatása miatt a fejlett társadalmakban. Egy 2013-as elemzés erős bizonyítékot mutatott ki arra, hogy a kiadott cikkek nyilvános repozitóriumai sok olvasót vonnak el a folyóiratok weblapjaitól, és hogy a PMC hatása idővel nő.
Könyvtárak, egyetemek, a nyílt hozzáférés támogatói, fogyasztói egészségi csoportok és betegjogi szervezetek is üdvözölték a PubMed Centralt, és remélik, hogy más nemzeti támogató szervezetek is indítanak hasonló nyílt hozzáférésű repozitóriumokat az államilag támogatott tanulmányok szabad megosztásához.
A nyílt hozzáférésű kiadásról szóló Antelman-tanulmány kimutatta, hogy a filozófiai, politikatudományi, elektro- és elektronikus mérnökséggel foglalkozó és matematikai tanulmányok közül a nyílt hozzáférésűek gyakoribb források. Egy randomizált kísérlet a nyílt hozzáférésű tanulmányok letöltésszámának növekedését mutatta ki a hivatkozásokban mutatott előny nélkül az előfizetésesekhez képest egy évvel a kiadás után.
A NIH irányelve és nyílt hozzáférésű tárhelyen történt munkája egy 2013-as elnöki direktívához vezetett, mely más országos szervezetekben is változást okozott.
2020 márciusában a PubMed Central felgyorsította a koronavírusról szóló teljes szövegek közlésének folyamatát. Az NLM ezt a Tudományos és Technológiai Minisztérium és több ország tudósainak kérésére tette a tudósok, orvosok, adatbányász innovátorok, AI-orvostudományi kutatók és a nyilvánosság általi hozzáférés javításához.

## PMCID
A PMC-azonosító bibliográfiai azonosító a PubMed Central nyílt hozzáférésű adatbázishoz, és hasonlít a PMID-hez, mely a PubMed adatbázis azonosítója. A két azonosító eltér: a PMCID a „PMC”-ből és ezt követő számokból áll. Formátuma:
PMCID: PMC1852221
A NIH-díjakra pályázó kutatóknak a PMC-azonosítót is be kell mutatniuk.

## Fordítás
Ez a szócikk részben vagy egészben  a   PubMed Central című angol Wikipédia-szócikk ezen változatának fordításán alapul.  Az eredeti cikk szerkesztőit annak laptörténete sorolja fel. Ez a jelzés csupán a megfogalmazás eredetét és a szerzői jogokat jelzi, nem szolgál a cikkben szereplő információk forrásmegjelöléseként.